# ديف تيريل
ديف تيريل (بالإنجليزية: Dave Terrell)‏ هو مهندس أمريكي، ولد في 21 فبراير 1931 في نيوتاون باكز مقاطعة في الولايات المتحدة.